# 20857 Richardromeo
20857 Richardromeo è un asteroide della fascia principale. Scoperto nel 2000, presenta un'orbita caratterizzata da un semiasse maggiore pari a 2,4704392 UA e da un'eccentricità di 0,1407647, inclinata di 9,35145° rispetto all'eclittica.